# Suore francescane di Sant'Antonio
Le Suore Francescane di Sant'Antonio (sigla S.F.S.A.) sono un istituto religioso femminile di diritto pontificio.

## Storia

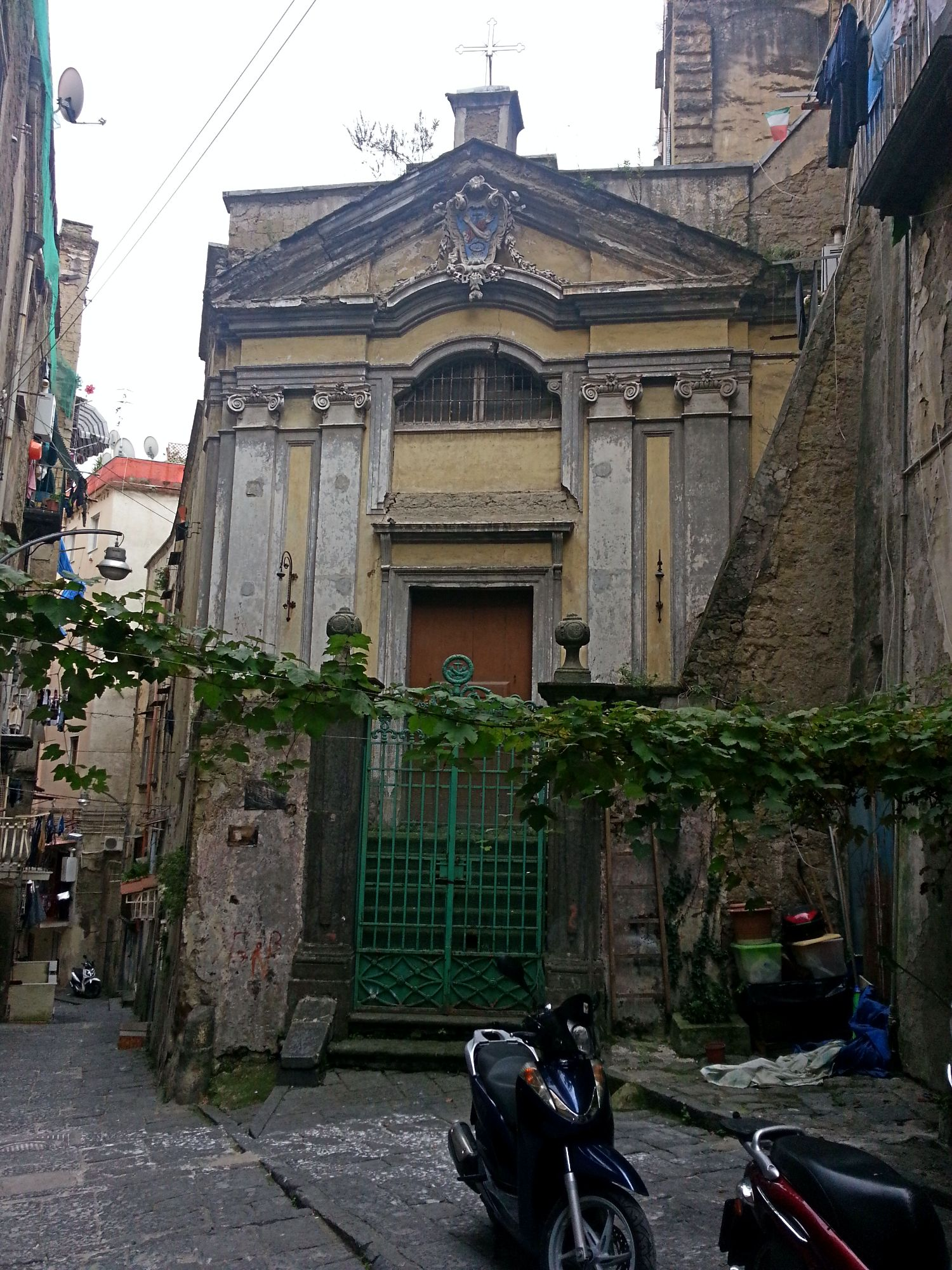
La chiesa di Sant'Antonio ai Monti di Napoli, luogo d'origine della congregazione

Le origini della congregazione risalgono al monastero sui iuris delle solitarie alcantarine fondato a Napoli nel maggio del 1822 da Maria Luigia del Cuore di Gesù, al secolo Fortunata De Nicola, con l'approvazione dell'arcivescovo del luogo, il cardinale Luigi Ruffo Scilla.
La comunità monastica prese sede presso la chiesa di Sant'Antonio ai Monti, donata alle religiose dal re Francesco I di Borbone. Nel 1921 madre Chiara Luciano riformò la comunità trasformandola in congregazione di suore di vita attiva.
L'istituto, aggregato all'ordine dei frati minori dal 17 agosto 1876, ricevette il pontificio decreto di lode nel 1946 e l'approvazione definitiva il 23 marzo 1957.

## Attività e diffusione
Le suore si dedicano all'istruzione e all'educazione cristiana della gioventù, all'assistenza all'infanzia e alla cura di anziani e malati.
La sede generalizia, dal 1967, è a Roma.
Alla fine del 2015 l'istituto contava 45 religiose in 11 case.